# Pletten

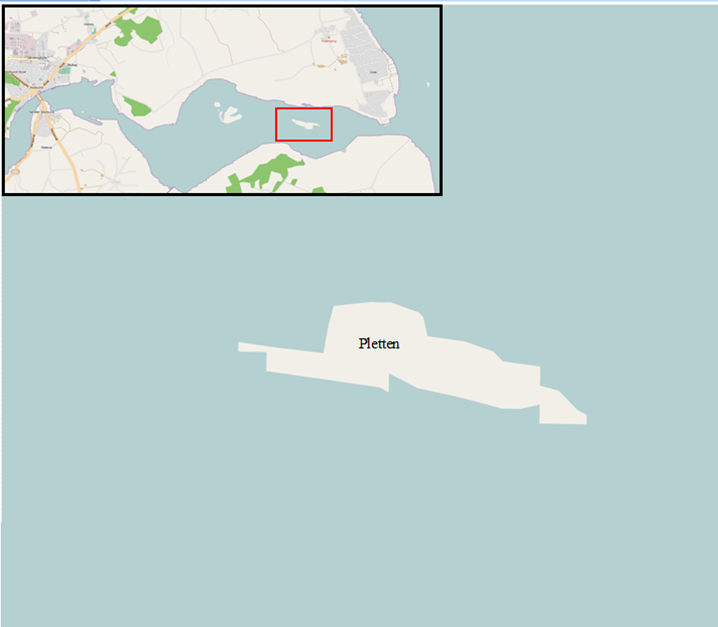
Pletten i Mariagerfjorden. 10 km öster om Hadsund.

Pletten är en ö i Mariager Fjord i Danmark.   Den ligger i Mariagerfjords kommun i Region Nordjylland, i den norra delen av landet, 10 km öster om Hadsund.